# آرشیویست

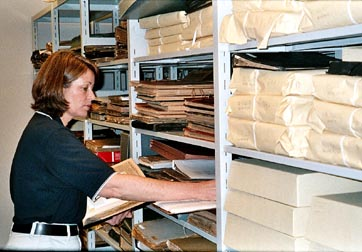
یک آرشیویست در حال بررسی مجموعه ای از داده‌های پردازش نشده‌است.

آرشیویست یا بایگان یک حرفه ای در حوزه اطلاعات است که وظیفه ارزیابی، جمع‌آوری، سازماندهی، کنترل، حفاظت و دادن دسترسی به سوابق و بایگانی‌های‌های مشخص و دارای ارزش نگه داری را بر عهده دارد. سوابق نگهداری شده توسط بایگانی می‌تواند شامل انواع مختلفی از نامه‌ها، دفتر خاطرات، سیاهه‌های مربوط، اسناد شخصی، اسناد دولتی، صداهای ضبط شده، تصاویر، پرونده‌های دیجیتالی یا سایر اشیاء فیزیکی باشد.

## شرح
همان‌طور که ریچارد پیرس-موسی نوشت:
«آرشیویست‌ها پرونده‌هایی را حفظ می‌کنند که از ارزش بالایی به عنوان خاطرات معتبر گذشته برخوردار هستند و به افراد کمک می‌کنند تا اطلاعات مورد نیاز در آن پرونده‌ها را پیدا کرده و درک کنند.»
تعیین اینکه سوابق چه ارزش پایداری دارند می‌تواند چالش‌برانگیز باشد. بایگانی کنندگان همچنین باید پیشینه‌هایی را انتخاب کنند که هزینه‌های ذخیره‌سازی و نگهداری، به علاوه هزینه‌های نیروی انسانی، توضیحات و خدمات مرجع را توجیه کند. این تئوری و کار علمی که زیر آداب بایگانی گرفته‌است، علم بایگانی نامیده می‌شود.
شایع‌ترین مشاغل مرتبط با آرشیو به کتابداران، موزه داران و مدیران سوابق تعلق دارد. شغل بایگانی متمایز از کتابدار است. این دو شغل دارای دوره‌های آموزشی جداگانه و پیرو اصول جداگانه و مجزا هستند و توسط سازمان‌های حرفه ای جداگانه ای ارائه می‌شوند. به‌طور کلی، کتابدار تمایل دارد که به رسانه‌های منتشرشده رسیدگی کند (جایی که ابرداده‌هایی مانند نویسنده، عنوان و تاریخ انتشار منابع مشخص و به صورت استاندارد ارائه می شودند)، در حالی که بایگانی با رسانه‌های منتشر نشده (که دارای چالش‌های مختلف مانند مشخص نبودن فراداده هستند) سر و کار دارد.
علاوه بر این، از آنجا که سوابق بایگانی غالباً منحصر به فرد هستند، برخی آرشیویست‌ها ممکن است به همان اندازه که به محتوای اطلاعاتی منابع توجه می‌کنند، به حفظ و نگهداری از حامل‌های اطلاعاتی (یعنی سندهای فیزیکی) توجه کنند. در این رابطه، برخی معتقدند که بایگانی ممکن است بیشتر با متصدی موزه مرتبط باشد تا کتابدار.
شغل بایگانیست نیز غالباً از مشاغل مدیر سوابق متمایز می‌شود، اگرچه در این مورد، تمایز کمتر مطلق است: بایگانی غالباً مربوط به پرونده‌هایی است که شایسته حفظ دائمی هستند، در حالی که مدیر سوابق بیشتر به سوابق دارای اهمیت اداری فعلی اهمیت می‌دهد. به همین دلیل، وظایف موقعیت برای هر شغل می‌تواند به راحتی در هم تنیده شود، به ویژه اگر هر دو شغل در یک مؤسسه حضور داشته باشند.

## وظایف و محیط کار
وظایف بایگانی شامل به دست آوردن و ارزیابی مجموعه‌های جدید، ترتیب و توصیف سوابق، ارائه خدمات مرجع و حفظ مواد می‌باشد. در ترتیب سوابق، بایگانی کنندگان دو اصل مهم را به کار می‌گیرند: ترتیب و منشأ.